# Ptilomyia occidentalis
Ptilomyia occidentalis är en tvåvingeart som beskrevs av Sturtevant och Wheeler 1954. Ptilomyia occidentalis ingår i släktet Ptilomyia och familjen vattenflugor. Inga underarter finns listade i Catalogue of Life.